# Szovjetszk (Kalinyingrádi terület)
Szovjetszk (oroszul Советск) város Oroszországban, a Kalinyingrádi területen, a Nyeman folyó partján. 1946-ig a város neve Tilsit (oroszul Тыльжа, litvánul Tilže) volt.

## Története
1288-ban alapították. Először 1365-ben említették Tilsitet egy oklevélen. Albert herceg 1552-ben városi jogot adott. A tilsiti béke aláírására került sor itt július 1807-ben.
Az első világháború idején a várost 1914. augusztus 26. és szeptember 12. között orosz csapatok foglalták el.
A versailles-i békeszerződéssel Németország lemondott a Memel-vidékről és Tilsit határváros lett. A második világháború idején a Vörös Hadsereg 1945. január 20-án foglalta el a várost.

## Földrajz
A Kalinyingrádi terület fővárosától, Kalinyingrádtól 116 km-re, Bagratyionovszktól 130 km-re, Zelenogradszktól 144 km-re fekszik a litván határ mellett.

## Lakosság
Szovjetszk lakossága 2002-ben 43224 fő, 2004-ben 43300 fő, 2010-ben 41705 fő volt. A Kalinyingrádi terület második legnépesebb városa.